# السوق القديم (يريم)

تعديل مصدري - تعديل

السوق القديم هي إحدى حارات حي يريم بمدينة يريم أحد مدن محافظة إب، بلغ تعداد سكانها 179 نسمة حسب تعداد اليمن لعام 2004.